# Янкиев лопен
Янкиев лопен (Verbascum jankaeanum) е ендемичен за България вид лопен, разпространен в района на Рила и части от Западните Родопи. В Червената книга на България растението е вписано като Критично застрашен вид.

## Разпространение и местообитания
Видът е разпространен в няколко находища в Рила – местностите около Рилски манастир, Друшлявишки гребен, Сухото езеро, както и в Западните Родопи – местност Пашино бърдо, община Ракитово. Достига надморска височина до около 1800 m.

## Описание на вида
Янкиевият лопен е двугодишно тревисто растение с високо стъбло достигащо до 150 cm, в горната си част е метлицовидно разклонено. Приосновните листа са яйцевидни или копиевидни, с дълги дръжки, първоначално напластеновлакнести, а по-късно оголяващи. Цветовете в групи по 4 – 7 върху клонките на съцветието. Чашката и венчетата да петделни, златистожълто, с диаметър до 2,5 cm диаметър. Плодът овалноцилиндрична кутийка. Цъфти от юли до август и зависи от надморската височина, а плодовете узряват през август до октомври. Размножава се със семена.

## Опасности за вида
Опасност за разпространението на янкиевия лопен е ограниченото разпространение, специфичната екология и биология, унищожаването и замърсяването на местообитанията в резултат на развитието на туризма и на инфраструктурата в района на находищата му.